# Sanjay Subrahmanyam
Sanjay Subrahmanyam (Nova Deli, 21 de maio de 1961) é um historiador indiano, professor de história econômica, na cátedra de história indiana da Universidade da Califórnia em Los Angeles, e professor do Collège de France. Subrahmanyam defende uma história conectada, a partir da história global, e tem popularizado essa concepção da historiografia, nas últimas décadas.

## Carreira
Nascido em Nova Deli, em uma família de funcionários públicos, fez o curso de economia na Universidade de Deli e começou a ensinar história econômica. Ele é um especialista no sul da Índia nos séculos XVI e XVII. Domina fluentemente vários idiomas (tamil, hindi, inglês, francês, urdu, espanhol, português, alemão, italiano, persa, dinamarquês, holandês), podendo acessar vários arquivos e propor uma história conectada, corrente historiográfica que é um dos promotores. Seu livro iconoclasta sobre Vasco da Gama deu-lhe uma reputação internacional.
Em 1994, foi trabalhar na França, no Centre d'Études de l'Inde et de l'Asie du Sud (CEIAS) da École des hautes études en sciences sociales, onde Subrahmanyam foi eleito diretor de estudos e permaneceu sete anos. Posteriormente, lecionou em Oxford, na cátedra de história indiana do Instituto de Estudos Orientais. Em 2004, foi contratado pela Universidade da Califórnia, em Los Angeles. Em 2013, foi eleito professor do Collège de France, onde ocupou, a partir de junho, a cátedra de história global na primeira modernidade.
Sanjay Subrahmanyam é membro da Academia Americana de Artes e Ciências, eleito em 2009, e da Academia Britânica, eleito em 2016. Em 2017, ele se tornou Doutor Honoris Causa pela Universidade Católica de Louvain (Bélgica).

## Obras traduzidas
- Comércio e Conflito: a presença portuguesa no Golfo de Bengala (1500-1700). Lisboa, Edições 70, 1994.
- O império asiático português, 1500-1700: uma história política e económica. Tradução Paulo Jorge Sousa Pinto. Lisboa: Difel, 1995.
- A carreira e a lenda de Vasco da Gama. Prefácio à edição portuguesa Luís Filipe F. R. Thomaz. Lisboa: Comissão Nacional para as Comemorações dos Descobrimentos Portugueses, 1998.
- Impérios em concorrência: histórias conectadas nos séculos XVI e XVII. Lisboa: Imprensa de Ciências Sociais, 2012. Ver prefácio no site do Instituto de Ciências Sociais.